# Theodor Meynert

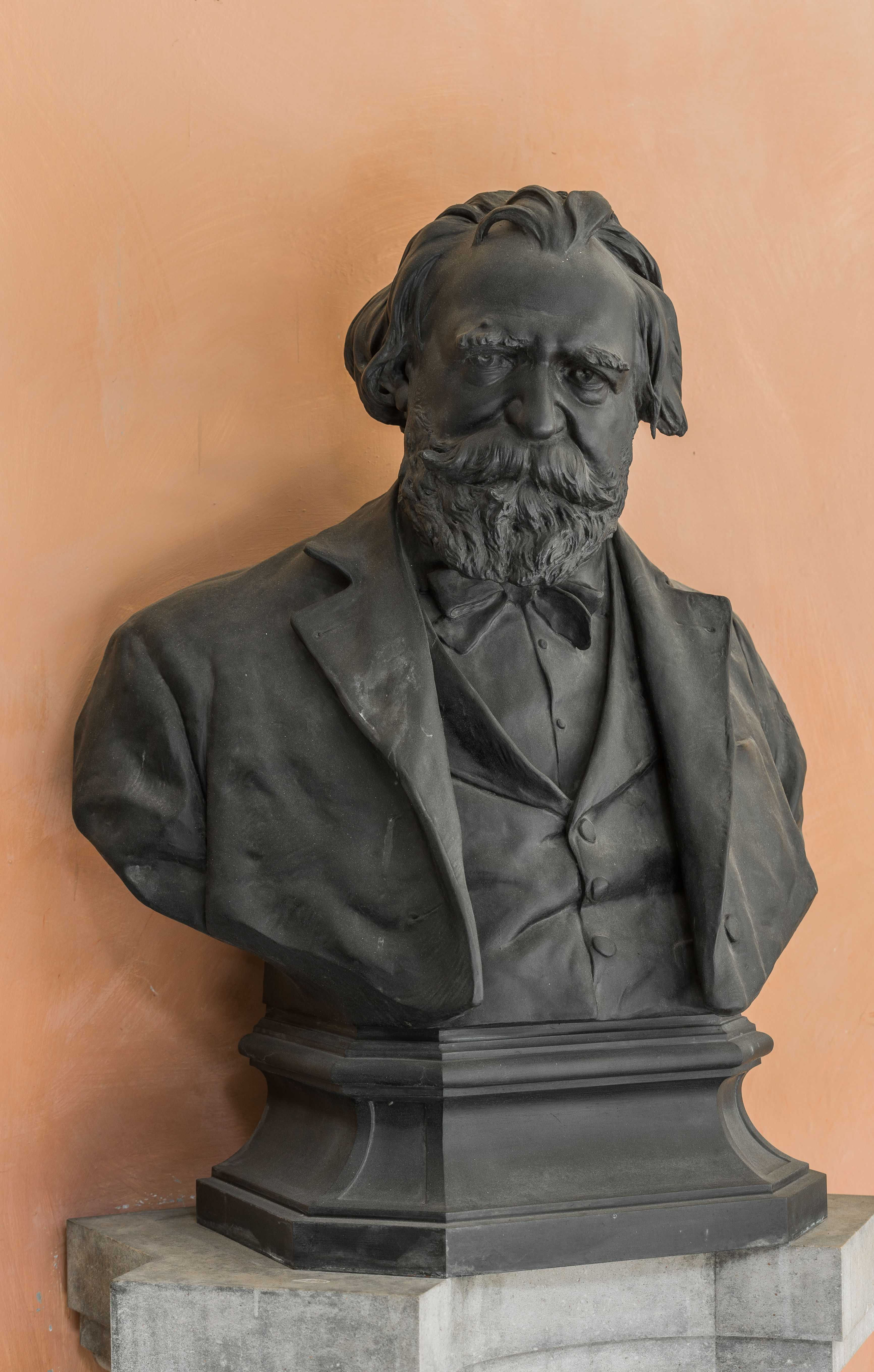
popiersie Theodora Meynerta na Uniwersytecie Wiedeńskim

Theodor Hermann Meynert (ur. 15 czerwca 1833 w Dreźnie, zm. 31 maja 1892 w Klosterneuburgu) – niemiecki lekarz, psychiatra, neuropatolog i neuronatom. Wprowadził do medycyny termin amencji.

## Życiorys
Urodził się 15 czerwca 1833 w Dreźnie, jako syn Hermanna Günthera Meynerta (1808–1895) i jego żony Marie z domu Emmering. Uczył się w wiedeńskim Piaristengymnasium, a następnie studiował medycynę na Uniwersytecie Wiedeńskim. Studia ukończył w 1861, w 1865 habilitował się. Od 1870 profesor psychiatrii i dyrektor uniwersyteckiej kliniki psychiatrycznej.
Uczniami Meynerta byli m.in. Siergiej Korsakow, Carl Wernicke, Auguste Forel, Władimir Serbski, Gabriel Anton, Carl Meyer, Karel Kuffner, Károly Schaffer, Franz Chvostek i Sigmund Freud. Freud pracował w Klinice Psychiatrycznej Meynerta w Wiedniu w 1883 roku. Meynert w późniejszym czasie zdystansował się do ucznia, krytykując jego zainteresowanie praktykami takimi jak hipnoza i ośmieszając pojęcie męskiej histerii. Meynert w znacznym stopniu wpłynął na prace niemieckiego neuropatologa Paula Flechsiga.

## Dorobek naukowy

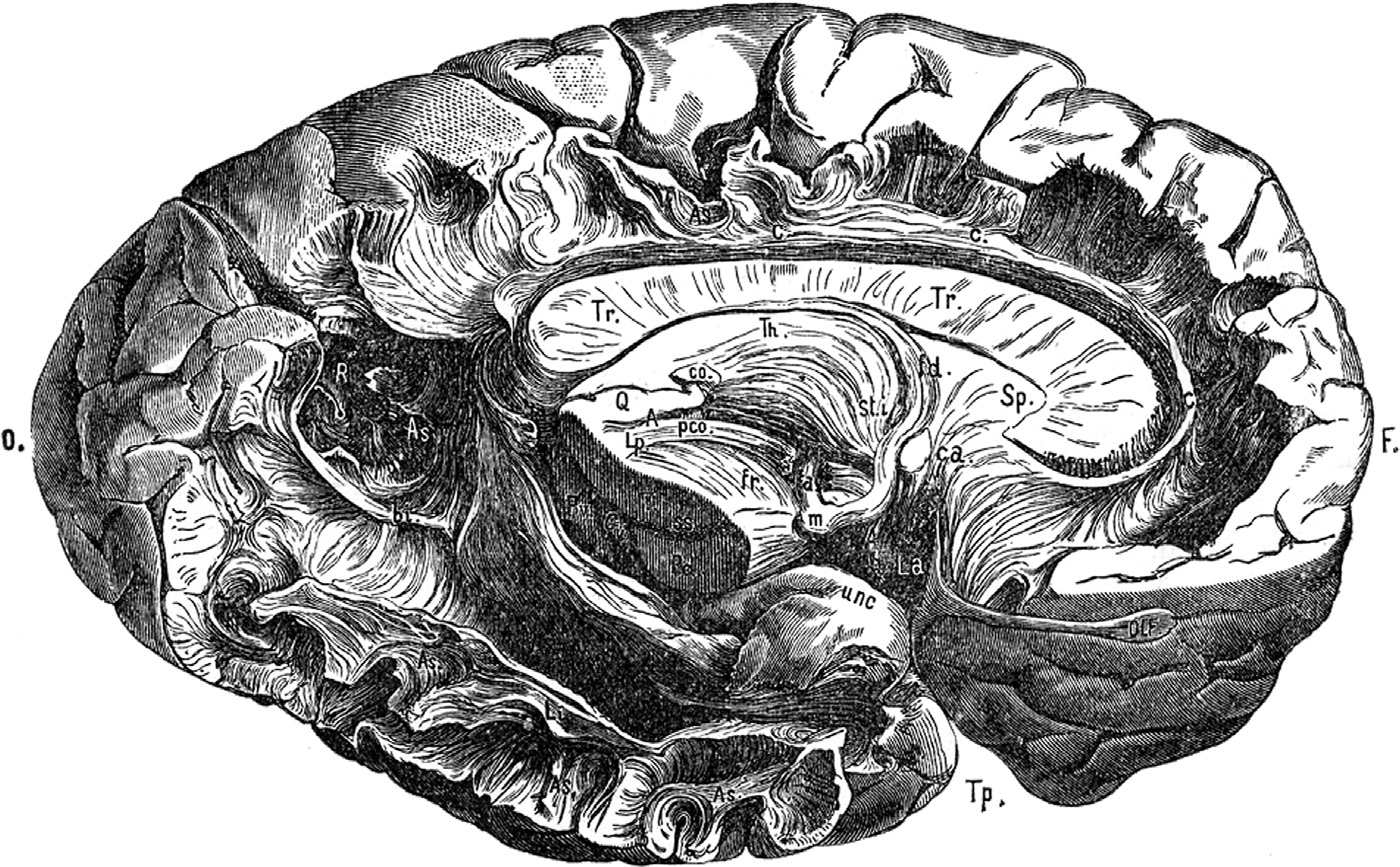
Ilustracja mózgowia z pracy Meynerta

Meynert zajmował się anatomią mózgu, patologią i fizjologią. Prowadził pionierskie badania nad topografią kory mózgu i szlaków nerwowych, dając podstawy pod cytoarchitektonikę ośrodkowego układu nerwowego. Zasługą Meynerta było też nadanie psychiatrii rangi nauki ścisłej, i powiązanie jej z neuroanatomią.

## Wybrane prace
- Anatomie der Hirnrinde als Träger des Vorstellungslebens und ihrer Verbindungsbahnen mit den empfindenden Oberflächen und den bewegenden Massen. W: Lehrbuch der psychiatrischen Krankheiten, 1865
- Die Bloßlegung des Bündelverlaufs im Großhirnstamme. Österreichische Zeitschrift füt praktische Heilkunde, 1865
- Studien über die Bestandtheile der Vierhügel in den nächst unterhalb gelegenen Querschnitten der Brücke. Zeitschrift für wissenschaftliche Zoologie 17
- Ein Fall von Sprachstörung anatomisch begründet. Jahrbuch der Gesellschaft der Aerzte in Wien (1866)
- Der Bau der Großhirnrinde und seine örtliche Verschiedenheiten nebst einem pathologisch-anatomischen Korollarium. Leipzig, 1868
- Vom Gehirn der Säugetiere. W: Stricker: Handbuch der Lehre von den Geweben der Menschen und Tiere. 1869
- Die centrale Projection der Sinnesoberflächen. Wiener Akademie der Wissenschaften (1869).
- Klinik der Erkrankungen des Vorderhirns. 1884
- Psychiatrie. Klinik der Erkrankungen des Vorderhirns. Wien: W. Braumüller, 1884.
- Klinische Vorlesungen über Psychiatrie aud wissenschaftlichen Grundlagen. Wien: Braumüller, 1890
- Gedichte. Veröffentlicht postum von Dora v. Stockert-Meynert. Wien-Leipzig: Wilhelm Braumüller, 1905